# 여동생의 비밀
《여동생의 비밀》(영어: Bleeding Heart)는 2015년 미국의 드라마 영화이다. 다이앤 벨 감독이 연출했고 제시카 비엘, 조시아 매밋, 조 앤더슨, 에디 가세기가 출연한다.

## 줄거리
요가 강사인 메이는 입양으로 부유한 가정에서 자랐지만, 10년 터울의 이복 여동생 시바는 여러 위탁 가정을 전전하며 불우한 환경에서 성장했다. 어느 날 우연히 시바와 연락이 닿으면서 둘은 급속도로 가까워진다. 메이는 서로 다른 환경에서 자랐지만 동질감을 느끼며 시바에게 애정을 쏟지만, 시바의 남자친구 코디를 보며 불안감을 느낀다. 메이의 남자친구이자 요가 스쿨 파트너인 덱스는 시바의 불우한 과거를 알게 되면서 불편해하지만, 메이는 시바를 외면하지 않는다. 특히, 시바가 메이가 준 돈으로 월세를 내려 했던 것을 다시 돌려주었다는 사실을 알게 되면서 더욱 시바에게 마음을 쓴다.

## 출연진
- 제시카 비엘 - 메이
- 조시아 매밋 - 메이
- 조 앤더슨 - 코디
- 에디 가세기 - 덱스
- 케이트 버튼 - 마사
- 해리 햄린 - 에드